# Schrattenberg
Schrattenberg ist eine Gemeinde mit 842 Einwohnern (Stand 1. Jänner 2025) im Bezirk Mistelbach in Niederösterreich.

## Geographie
Schrattenberg liegt im Weinviertel in Niederösterreich. Die Fläche der Gemeinde umfasst 19,14 Quadratkilometer. 9,98 Prozent der Fläche sind bewaldet. Direkt an der Staatsgrenze zu Tschechien liegend, befindet sich ein Grenzübergang, der allerdings nur für PKW befahrbar ist.

### Gemeindegliederung
Es gibt nur die Katastralgemeinde Schrattenberg.

### Nachbargemeinden
|                 | Valtice, Tschechien                         |               |
|                 | Kompassrose, die auf Nachbargemeinden zeigt | Bernhardsthal |
| Herrnbaumgarten |                                             | Großkrut      |

## Geschichte
Der Ort wurde 1184 erstmals urkundlich erwähnt. Funde aus der Bronzezeit zeigen aber, dass die Geschichte des Ortes schon wesentlich früher begonnen hat. Bis zur Aufhebung der Patrimonialherrschaften blieb das Dorf der Herrschaft Feldsberg untertänig.
In den letzten Tagen des Zweiten Weltkriegs kam es zu Luftangriffen der Sowjets, bei denen drei Zivilisten ums Leben kamen. Die kampflose Einnahme des Ortes durch die Rote Armee erfolgte am 22. April 1945.

### Bevölkerungsentwicklung
Die Bevölkerungszahl sinkt, da sowohl Geburtenbilanz als auch Wanderungsbilanz negativ sind.
| Schrattenberg: Einwohnerzahlen von 1869 bis 2025    | Schrattenberg: Einwohnerzahlen von 1869 bis 2025 | Schrattenberg: Einwohnerzahlen von 1869 bis 2025 | Schrattenberg: Einwohnerzahlen von 1869 bis 2025 | Schrattenberg: Einwohnerzahlen von 1869 bis 2025 |
| --------------------------------------------------- | ------------------------------------------------ | ------------------------------------------------ | ------------------------------------------------ | ------------------------------------------------ |
| Jahr                                                |                                                  |                                                  |                                                  | Einwohner                                        |
| 1869                                                | 1869                                             |                                                  | 1.493                                            | 1.493                                            |
| 1880                                                | 1880                                             |                                                  | 1.711                                            | 1.711                                            |
| 1890                                                | 1890                                             |                                                  | 1.872                                            | 1.872                                            |
| 1900                                                | 1900                                             |                                                  | 2.138                                            | 2.138                                            |
| 1910                                                | 1910                                             |                                                  | 2.164                                            | 2.164                                            |
| 1923                                                | 1923                                             |                                                  | 1.870                                            | 1.870                                            |
| 1934                                                | 1934                                             |                                                  | 1.756                                            | 1.756                                            |
| 1939                                                | 1939                                             |                                                  | 1.718                                            | 1.718                                            |
| 1951                                                | 1951                                             |                                                  | 1.575                                            | 1.575                                            |
| 1961                                                | 1961                                             |                                                  | 1.336                                            | 1.336                                            |
| 1971                                                | 1971                                             |                                                  | 1.158                                            | 1.158                                            |
| 1981                                                | 1981                                             |                                                  | 1.039                                            | 1.039                                            |
| 1991                                                | 1991                                             |                                                  | 987                                              | 987                                              |
| 2001                                                | 2001                                             |                                                  | 899                                              | 899                                              |
| 2011                                                | 2011                                             |                                                  | 834                                              | 834                                              |
| 2021                                                | 2021                                             |                                                  | 851                                              | 851                                              |
| 2025                                                | 2025                                             |                                                  | 842                                              | 842                                              |
| Quelle(n): Statistik Austria, Gebietsstand 1.1.2021 |                                                  |                                                  |                                                  |                                                  |

## Kultur und Sehenswürdigkeiten

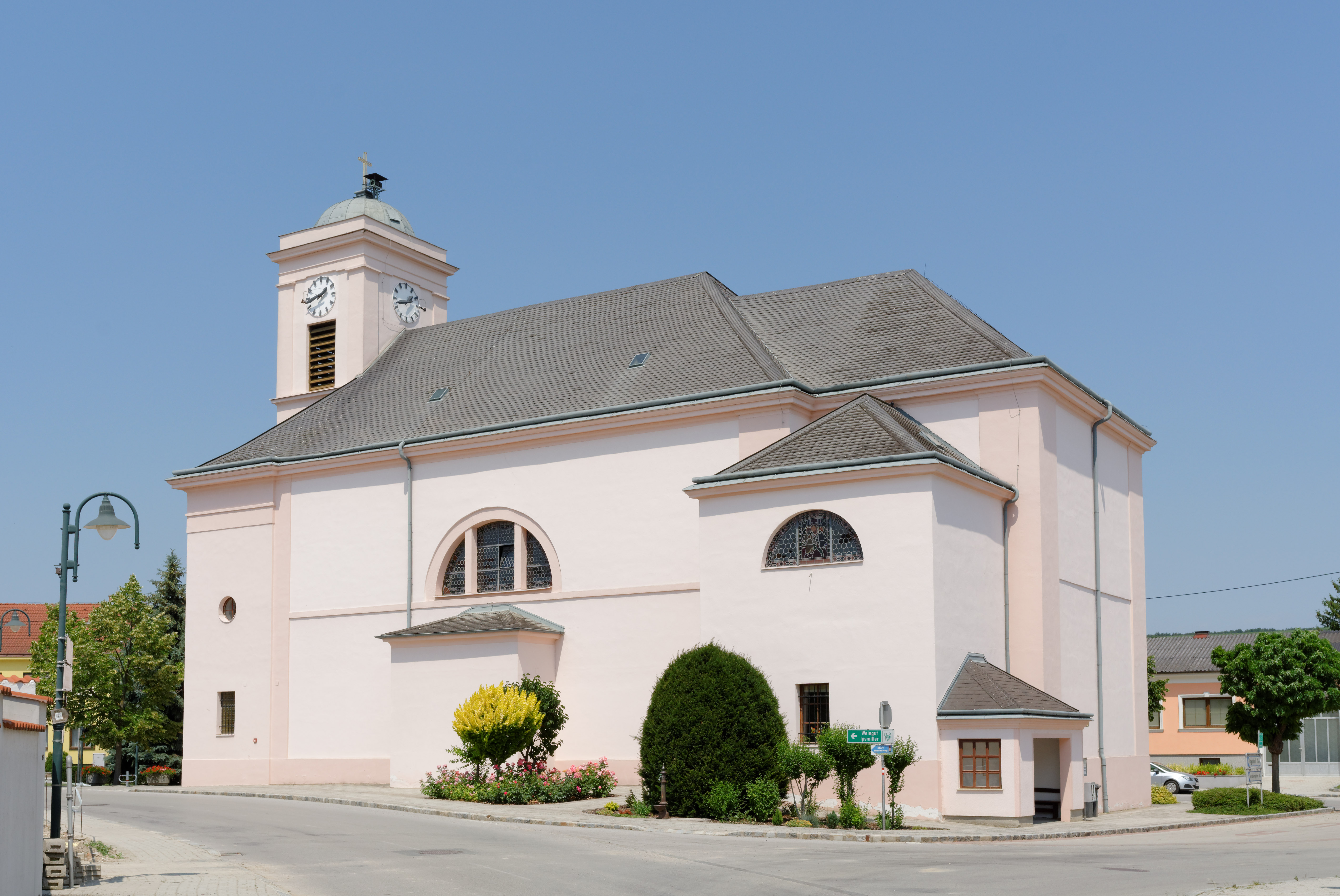
Pfarrkirche Schrattenberg

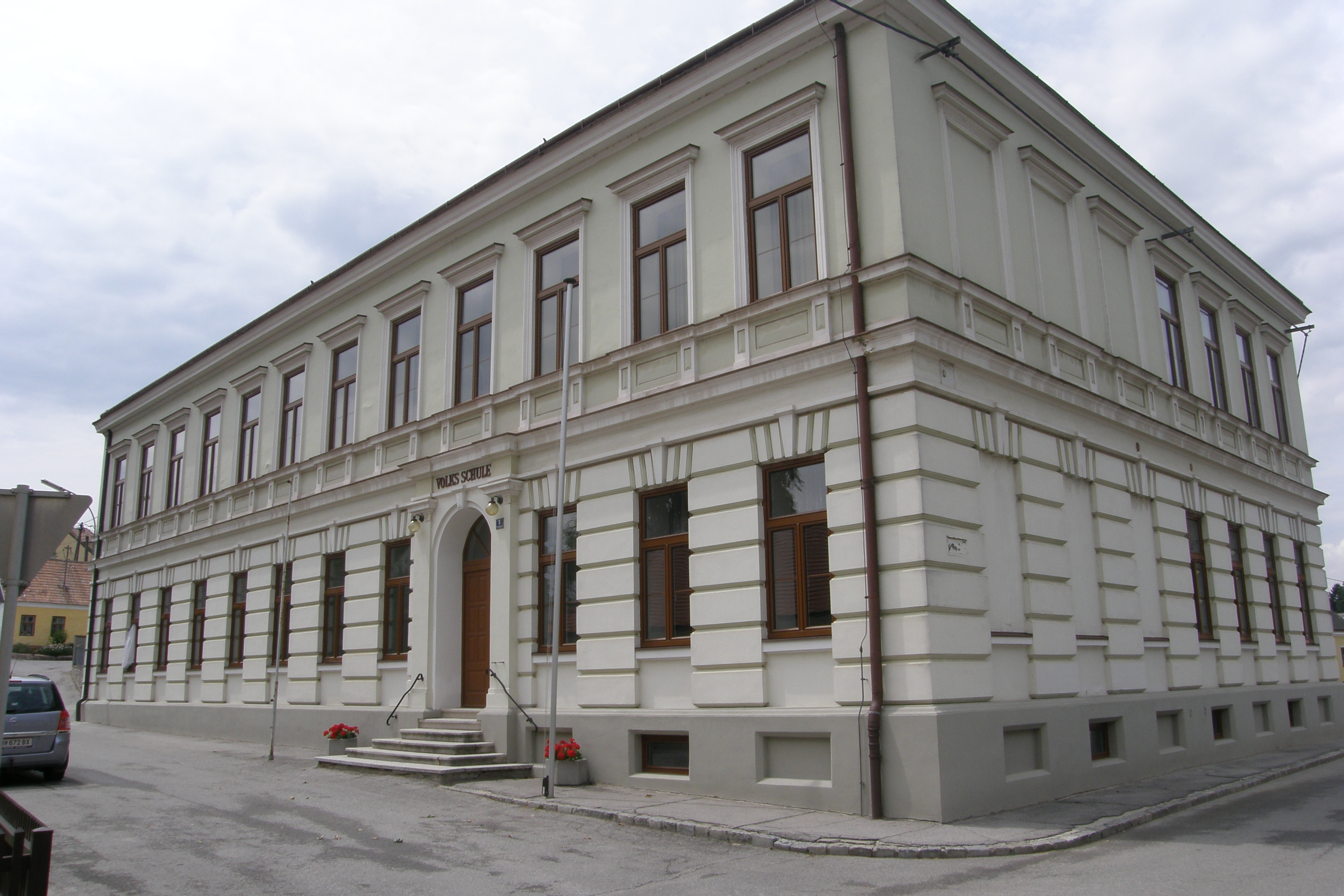
Volksschule Schrattenberg

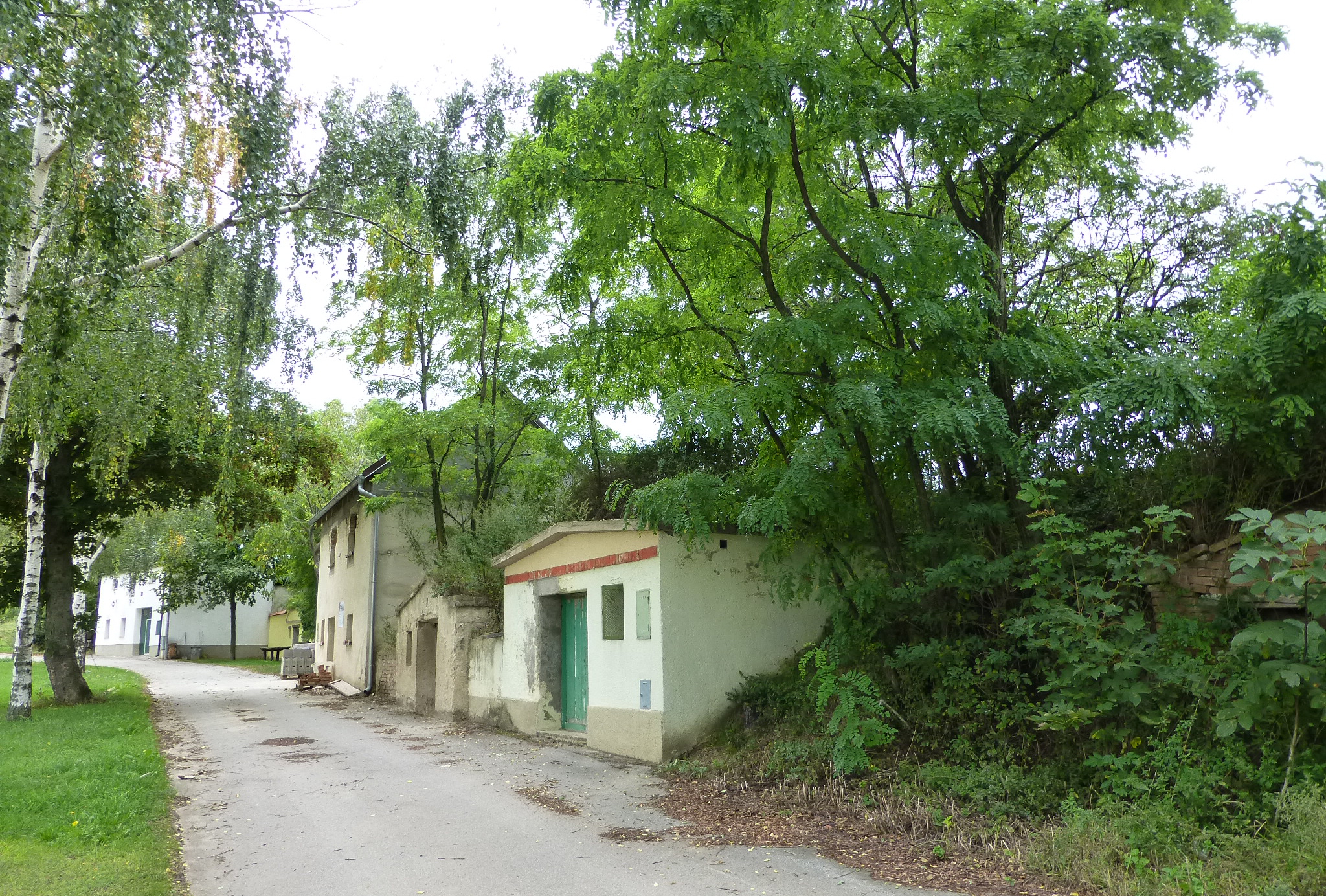
Kellergasse Trift/Burg/Dameln

- Katholische Pfarrkirche Schrattenberg hl. Johannes der Täufer

## Wirtschaft und Infrastruktur
Im Jahr 2010 gab es 68 land- und forstwirtschaftliche Betriebe, davon waren 42 Haupterwerbsbetriebe, die über beinahe neunzig Prozent der Flächen bewirtschafteten. Im Jahr 1999 waren es 155 Betriebe, davon 44 im Haupterwerb.  Im Produktionssektor gab es neun Betriebe, die 26 Arbeitnehmer beschäftigten, überwiegend mit der Herstellung von Waren. Der Dienstleistungssektor beschäftigte in 26 Betrieben 73 Personen, ein Drittel davon im Handel (Stand 2011).
- Weinbau: Schrattenberg ist das bedeutendste Rotweinanbaugebiet an der Brünnerstraße. Die wichtigsten Sorten sind Zweigelt, Blauburger und Blauer Portugieser. Eine Hauergemeinschaft bietet seit 1989 einen unter besonderen Qualitätsbedingungen erzeugten Rotwein mit dem Markennamen Schratt an.
- Tourismus: Durch Schrattenbergs Weingartenfluren, Wälder und Kellergassen führen markierte Fuß- und Radwanderwege.

### Öffentliche Einrichtungen
In Schrattenberg befindet sich ein Kindergarten und eine Volksschule.

## Politik

### Gemeinderat
Der Gemeinderat hat 15 Mitglieder.
| - Mit den Gemeinderatswahlen in Niederösterreich 1990 hatte der Gemeinderat folgende Verteilung: 14 ÖVP und 1 SPÖ. - Mit den Gemeinderatswahlen in Niederösterreich 1995 hatte der Gemeinderat folgende Verteilung: 14 ÖVP und 1 SPÖ. - Mit den Gemeinderatswahlen in Niederösterreich 2000 hatte der Gemeinderat folgende Verteilung: 14 ÖVP und 1 SPÖ. - Mit den Gemeinderatswahlen in Niederösterreich 2005 hatte der Gemeinderat folgende Verteilung: 13 ÖVP und 2 SPÖ. - Mit den Gemeinderatswahlen in Niederösterreich 2010 hatte der Gemeinderat folgende Verteilung: 13 ÖVP und 2 SPÖ. - Mit den Gemeinderatswahlen in Niederösterreich 2015 hatte der Gemeinderat folgende Verteilung: 12 ÖVP und 3 SPÖ. - Mit den Gemeinderatswahlen in Niederösterreich 2020 hat der Gemeinderat folgende Verteilung: 13 ÖVP und 2 SPÖ. | Die zur Anzeige dieser Grafik verwendete Erweiterung wurde dauerhaft deaktiviert. Wir arbeiten aktuell daran, diese und weitere betroffene Grafiken auf ein neues Format umzustellen. (Mehr dazu) |

### Bürgermeister
- bis 2010 Karl Polz (ÖVP)
- 2010–2023 Johann Bauer (ÖVP)[15][16][17][18]
- seit 2023 Helmut Schwarz (ÖVP)

### Wappen
Der Gemeinde wurde 1984 folgendes Wappen verliehen:
Blasonierung: Ein von Blau auf Rot gespaltener Schild, rechts belegt mit einer ein goldenes Blatt und Früchte tragenden Weinranke, links belegt mit drei silbernen übereinanderstehenden Bögen.
Die Weinranken deuten auf die Bedeutung des Weinbaus in Schrattenberg hin, die drei Silberbögen stehen für die drei Edelknaben aus dem Geschlecht der Schrätenberger.